# ماني غوميز
ماني غوميز (30 مارس 1987 بمندوزا في الأرجنتين - ) هو لاعب كرة قدم كندي في مركز الوسط. شارك مع منتخب كندا تحت 17 سنة لكرة القدم ومنتخب كندا تحت 20 سنة لكرة القدم. أما مع النوادي، فقد لعب مع سبورتيفو باراكاس وCSyD Tristán Suárez ‏ ونادي بينيفار ‏.